# Marvelous
Marvelous Inc. (株式会社マーベラス Kabushiki gaisha Māberasu?, previamente conocido como Marvelous AQL) es un desarrollador de videojuegos y productor de anime japonés que se formó en octubre de 2011 por la fusión de Marvelous Entertainment, AQ Interactive, y Liveware.

## Historia

Logo anterior antes del cambio de nombre de la compañía en 2014.

El anuncio de la fusión de Marvelous Entertainment Inc., AQ Interactive Inc., Liveware Inc., en Marvelous AQL Inc. el 1 de octubre de 2011 propuesta originalmente por Marvelous Entertainment, y efectiva el 10 de mayo de 2011. El plan haría a Marvelous Entertainment la única entidad que sobrevive después de la fusión, con Marvelous Entertainment renombrado a Marvelous AQL Inc. el día de la fusión.
El 22 de diciembre de 2011, Marvelous AQL Inc. anunció la creación del departamento de negocios en el extranjero, con una inversión de Checkpoint Studios Inc., en sustitución de la sala de estrategia global, que se disolvió el 1 de enero de 2012.
El 25 de octubre de 2012, Marvelous AQL Inc. anunció sus acciones listado en la primera sección de la bolsa de Tokio, efectiva el 1 de noviembre de 2012.
El 1 de enero de 2013, Marvelous AQL Inc. estableció la división de negocios de atracciones. La división del negocio de contenidos digitales y la división de desarrollo del contenido de atracciones de la compañía se trasladó a la división de negocios de atracciones, y fue rebautizado como la división de desarrollo de diversiones.
El 1 de febrero de 2013, Marvelous AQL Inc. estableció la división del negocio de contenidos digitales.
El 1 de julio de 2014, Marvelous AQL Inc. fue renombrada como Marvelous Inc.
El 13 de marzo de 2015, se anunció que Marvelous adquiriría los videojuegos para celulares de la compañía G-Mode. Esto incluye a Data East de IP que G-Mode compró en 2004.

## Subsidiarias
- Entersphere Inc. (株式会社エンタースフィア?): anunció Marvelous AQL Inc. que Entersphere Inc. se convertiría en un subsidiario de Marvelous AQL Inc..[14] Entersphere Inc. se convirtió en un subsidiario de Marvelous AQL Inc. el 11 de enero de 2012.[15] El 17 de enero de 2013, Entersphere Inc. se reubicó en Shinagawa, Tokio.[16]
- MAQL Europe Limited (?): anunció la creación de una propiedad absoluta de MAQL Europe Limited como un juego en línea y desarrollador de contenido móvil y operador en Tunbridge Wells, Reino Unido, en abril de 2012.[17] MAQL Europa, bajo la marca 'Marvelous Games' ha publicado varios títulos móviles, incluyendo RunBot, Eyes Attack, Puzzle Coaster, Conquest Age and Wurdy.
- Xseed Games (?): Una subsidiaria remanente de AQ Interactive Inc., como XSEED JKS Inc., El 7 de mayo de 2013, Marvelous AQL Inc. anunció el cambio de nombre de XSEED JKS Inc., a Marvelous EE.UU. Inc., después de comprar la unidad de negocio en línea de 'Index Digital Media, Inc.' y trasladado a XSEED JKS Inc. el 31 de marzo de 2013.[18][19]
- Artland Inc. (株式会社アートランド?): Una subsidiaria remanente de Marvelous Entertainment Inc.
- LINKTHINK Inc. (株式会社リンクシンク?): Una subsidiaria remanente de AQ Interactive Inc.

## Videojuegos

### Nintendo 3DS
- Forbidden Magna
- Kaio: King of Pirates (desarrollado por Comcept)
- Harvest Moon: A New Beginning
- PoPoLoCrois Bokumonogatari
- Rune Factory 4 (desarrollado por Neverland)
- Senran Kagura
- Senran Kagura Burst: Guren no Shōjo-tachi
- Senran Kagura 2: Shinku
- Story of Seasons

### Nintendo Wii
- Fortune Street
- Harvest Moon: Animal Parade
- Harvest Moon: Tree of Tranquility
- Rune Factory Frontier (desarrollado por Neverland)
- Rune Factory: Tides of Destiny (desarrollado por Neverland)
- Valhalla Knights: Eldar Saga

### Nintendo Switch
- Daemon X Machina (desarrollado por First Studio y América/Europa Publicado Por Nintendo)
- Fate/Extella: The Umbral Star
- Peach Ball: Senran Kagura
- Shinobi Refle: Senran Kagura
- Travis Strikes Again: No More Heroes

### PlayStation 3
- Rune Factory: Tides of Destiny (desarrollado por Neverland)
- Nitroplus Blasterz: Heroines Infinite Duel (desarrollado por el Team Arcana de Examu)

### PlayStation Portable
- English Detective Mysteria
- Fate/Extra
- Fate/Extra CCC
- Valhalla Knights
- Valhalla Knights 2

### PlayStation Vita
- Browser Sangokushi Next (PlayStation Network)
- IA/VT Colorful
- Muramasa: Rebirth
- New Little King's Story (desarrollado/publicado por Konami)
- Senran Kagura: Bon Appétit!
- Senran Kagura Shinovi Versus: Shōjo-tachi no Shōmei
- Soul Sacrifice (codesarrollado/publicado por Sony Computer Entertainment)
- Soul Sacrifice Delta (codesarrollado/publicado por Sony Computer Entertainment)
- Valhalla Knights 3 (desarrollado por K2 LLC)
- Valhalla Knights 3 Gold
- Half-Minute Hero: The Second Coming (desarrollado por Opus)

### Navegador
- Logres of Swords and Sorcery

### Microsoft Windows
- Half-Minute Hero: Super Mega Neo Climax Ultimate Boy
- Skullgirls[20]
- Half-Minute Hero: The Second Coming (desarrollado por Opus)

### Móvil
- RunBot (desarrollado por Bravo Game Studios)[21]
- Puzzle Coaster (desarrollado por Bravo Game Studios)[21]
- Eyes Attack (desarrollado por Alexander Murzanaev)[22]

## Anime
- Aura: Maryūinkōga Saigo no Tatakai
- Cat God
- Suite PreCure: Take it back! The Miraculous Melody that Connects Hearts!
- Humanity Has Declined
- (The) Prince of Tennis II
- Princess Tutu
- Ring ni Kakero 1: Shadow
- Saint Beast: Kouin Jojishi Tenshi Tan
- Senran Kagura
- Tokyo Majin
- Tokyo Majin Gakuen Kenpucho: Tou 2nd Act
- We Without Wings: Under the Innocent Sky
- Tokyo Ghoul
- Yu-Gi-Oh! ARC-V